# Christian Luyindama
Christian Luyindama Nekadio (ur. 8 stycznia 1994 w Kinszasie) – kongijski piłkarz grający na pozycji środkowego obrońcy w Galatasaray.

## Sukcesy

### Standard Liège
- Puchar Belgii: 2018

### Galatasaray
- Puchar Turcji: 2018/2019
- Mistrz Turcji: 2018/2019
- Superpuchar Turcji: 2019/2020
- Mistrz Turcji: 2022/2023[4]